# Castlevania: Circle of the Moon
Castlevania: Circle of the Moon, в Европе известная как просто Castlevania и в Японии как Akumajō Dracula: Circle of the Moon (яп. 悪魔城ドラキュラ Circle of the Moon Акумадзё: Доракюра Са:куру обу дза Му:н) — видеоигра в жанре платформера с элементами RPG, выпущенная в 2001 году эксклюзивно для Game Boy Advance. Игра принадлежит к серии игр Castlevania, в центре которой находится вечный конфликт между охотниками на вампиров из клана Бельмонтов и бессмертным Дракулой. Castlevania: Circle of the Moon посвящена приключениям Натана Грейвса и спасению его похищенного наставника от Дракулы.
Игра была переиздана как часть Castlevania Advance Collection 23 сентября 2021 года для Nintendo Switch, PlayStation 4, Windows и Xbox One. Она была включена в комплект вместе с Castlevania: Harmony of Dissonance, Castlevania: Aria of Sorrow и Castlevania: Dracula X.

## Игровой процесс
В Castlevania: Circle of the Moon от игрока требуется провести персонажа Натана Грейвса через заполненный монстрами замок, где он ищет своего похищенного наставника. Как и многие предыдущие герои Castlevania, Натан использует кнут, чтобы атаковать врагов, наряду с таким дополнительным оружием как топор, крест, святая вода, кинжал и часы, только один из которых может быть экипирован. Circle of the Moon отличается нелинейным стилем геймплея: в начале игры Натан может попасть только в определенные области замка; получив различные способности, такие, как разбивание кнутом некоторых стен, толкание ящиков, высокий прыжок, он постепенно исследует весь замок. Натан также сталкивается с возможностью телепортироваться в специальных комнатах в разных частях замка и комнатами, которые восстанавливают здоровье и позволяют игроку, сохранить прогресс в игре. Игра автоматически обновляет карту замка, чтобы отразить продвижения Натана по нему.
Circle of the Moon включает в себя элементы RPG. Натан обладает различными параметрами: очками здоровья, маны, выносливостью, силой, защитой, интеллектом и удачей. Из побежденных врагов выпадают различные вещи и предметы экипировки. За победу над врагами даются очки опыта, после достижения заранее определенного количество очков опыта, Натан будет на уровень выше, и его параметры улучшатся. Победа над боссами позволяет игроку получить новые способности для достижения дальнейшего прогресса в игре.
Для Circle of the Moon была создана уникальная система Dual Set-up System (DSS), основанная на смешении магических карт, обнаруживаемых на протяжении всей игры. Карты принадлежат к одной из двух категорий: действий и атрибутов. Каждая из десяти карты действий берет своё название от одного из богов и богинь римской мифологии, и определяет тип производимой магии, в то время как десять карточек атрибутов, имеющих имена существ из греческой и римской мифологии, добавляют эффект магии. Чтобы производить особенный эффект, игрок комбинирует по карте из каждой из двух категорий, что в общей сложности даёт сотни различных комбинаций. Однако, в «Battle Arena», определенной области замка, которая состоит из семнадцати комнат, заполненных монстрами, DSS карты становятся недоступными.
Circle of the Moon имеет четыре альтернативных вида геймплея, завершение одного режима разблокирует код для следующего. После того как игра пройдена в первый раз, игрок получает пароль, который может быть введен как его имя при запуске новой игры. Этот пароль начнет игру в Magician Mode, в котором Натан начинает со всеми двадцатью картами DSS сразу. Fighter Mode не позволяет использовать карты DSS, но и увеличивает силу героя. Shooter Mode повышает максимальное число сердец, которое может иметь герой, но снижает силу, защиту, и здоровье. Thief Mode снижает силу Натана, но и увеличивает удачу.

## Сюжет
Действие игры проходит в 1830 году в вымышленной вселенной серии Castlevania. Главный герой — Натан Грейвз, чьи родители умерли десять лет назад, во время изгнания Дракулы. Помогал им в сражении с Дракулой Моррис Болдуин, который позже обучал Натана искусству боя. В конечном итоге Моррис выбрал Натана в качестве своего преемника и дал ему кнут «Hunter Whip», к неудовольствию Хью, сына Морриса, который обучался вместе с ним.
В старом замке Камилла оживляет Дракулу, в это же время там появляются Моррис, Натан и Хью. Прежде чем они снова смогли изгнать его, Дракула разрушает пол под Натаном и Хью, и те падают вниз, в длинный туннель. Выживший и желающий найти своего отца, Хью оставляет падающего Натана позади. Натан начинает исследование замка в поисках своего наставника. По пути он узнает, что на следующее полнолуние душа Морриса будет использоваться для возвращения Дракулы в полную силу. Кроме того, он периодически встречает Хью, который становится всё более враждебным по ходу игры. В конце концов, Натан встречает Камиллу, которая намекает, что она и Дракула несут ответственность за изменения в личности Хью. Натан побеждает Камиллу в её истинной форме и встречается с Хью ещё раз. Увидев его, Хью сразу же бросается на него с целью доказать отцу свою состоятельность посредством поражения Натана. Натан, однако, понимает, что Дракула контролирует Хью. Натан побеждает его и контроль Дракулы проходит. Исповедуясь, Хью сказал, что сомневался в собственной значимости, когда в качестве преемника был выбран Натан, а не он, и попросил его спасти Морриса.
Прибыв в церемониальную комнату, Натан сталкивается с Дракулой, который подтверждает, что он контролировал душу Хью, чтоб вызвать изменения в его личности. Они начинают бой, в середине которого Дракула телепортируется, для получения ещё большей силы. Хью тем временем освобождает своего отца. В другом измерении Натан продолжает бой и побеждает Дракулу. Затем он убегает из рушащегося замка, чтобы воссоединиться с Моррисом и Хью. Они продолжают своё обучение.

## Оценки
| Сводный рейтинг | Сводный рейтинг |
| Агрегатор       | Оценка          |
| --------------- | --------------- |
| GameRankings    | 88,11 %         |